# Trolleybus de Prešov
Le réseau de Trolleybus de Prešov a été mis en place à partir de 1958 et a transporté ses premiers passagers le 13 mai 1962. Il comporte huit lignes parcourue en 2017 par 41 véhicules dont 29 articulés et 12 standards.

## Réseau actuel

### Aperçu général
- Ligne 1: Solivar - Nižná Šebastová
- Ligne 2: Bajkalská/Dúbrava/Budovateľská - Obrancov mieru
- Ligne 4: Sídlisko III - Pod Šalgovíkom
- Ligne 5: Obrancov mieru - Bajkalská/Budovateľská
- Ligne 5D: Obrancov mieru - Dúbrava
- Ligne 7: Budovateľská - Širpo
- Ligne 8:  Sídlisko III - Sibírska
- Ligne 38:  Sídlisko III - Sibírska

### Matériel roulant
| Image | Type               | Modification et sous-type |
| ----- | ------------------ | ------------------------- |
|       | Škoda 14Tr         | Škoda 14Tr, Škoda 14TrM   |
|       | Škoda 15Tr         | Škoda 15Tr, Škoda 15TrM   |
|       | Škoda 24Tr Irisbus | Škoda 24Tr Irisbus        |
|       | Škoda 25Tr Irisbus | Škoda 25Tr Irisbus        |
|       | Škoda 31Tr SOR     | Škoda 31Tr SOR            |